# بل آرتر (کارولینای شمالی)
بل آرتر (به انگلیسی: Bell Arthur) یک محدوده ثبت‌نشده در شهرستان پیت ایالت کارولینای شمالی کشور ایالات متحده آمریکا است که جمعیت آن در سرشماری سال ۲۰۱۰ میلادی، ۴۶۶ نفر بوده‌است.